# Photographies du Sonderkommando

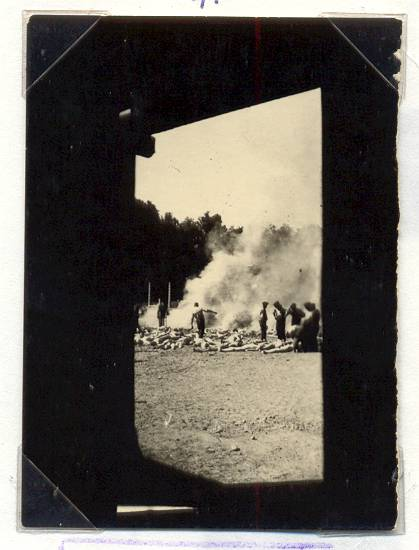
Cliché 280 (détail). Pris depuis l'intérieur de la chambre à gaz du Krematorium V.

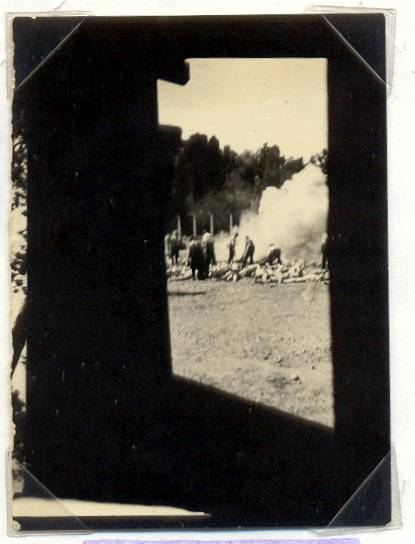
Cliché 281 (détail).

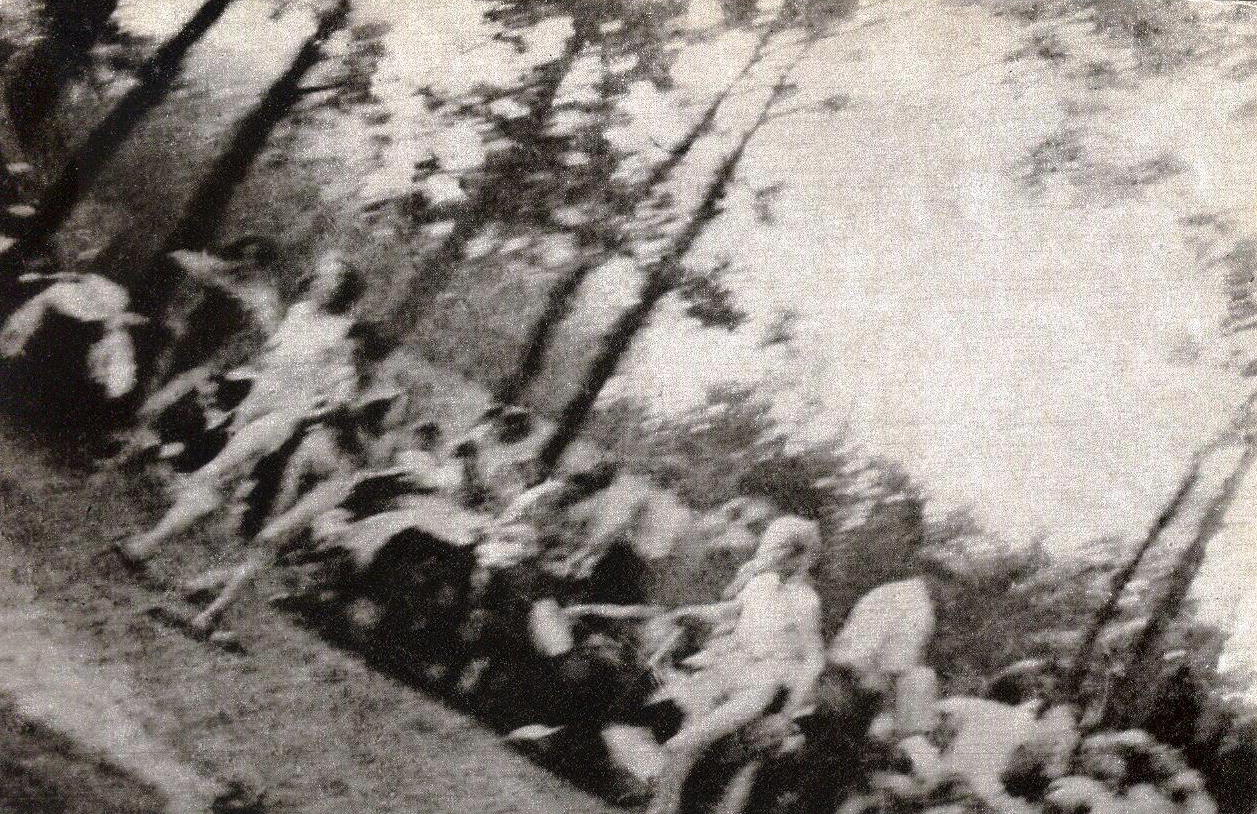
Cliché 282 (détail) dans le bois de bouleaux entre le Krematorium V et le Krematorium IV.

Les photographies du Sonderkommando sont quatre photos prises clandestinement par un détenu, membre du Sonderkommando, en août 1944 dans le camp de concentration et d'extermination d’Auschwitz II-Birkenau. 

## Contexte

### Prise de vue
Hormis les photos des déportés prises à l’entrée du camp à des fins de propagande par les SS Ernst Hoffmann et Bernhard Walter (de), qui dirigent le service d'identification du département politique, il était strictement interdit de prendre des photos dans l’enceinte du camp, y compris pour les SS.
Début août 1944, les détenus Erich Kulka et Ota Kraus trouvent un petit appareil photo dans un landau, parmi les biens confisqués aux déportés et triés dans l’entrepôt du Kanada. Une autre version désigne un travailleur civil polonais, Mordarski, qui aurait introduit l’appareil en fraude. 
Les hommes du  Sonderkommando ont intentionnellement endommagé le toit bitumé du Krematorium V : David Szmulewski, qui fait partie du Kommando volant, chargé de le réparer et qui est membre de la résistance, cache l’appareil photo dans une gamelle à double-fond. Une fois sur le toit, il le fait parvenir à un Juif grec, surnommé Alex, posté contre le mur Nord sous la saillie du toit. Pendant que trois autres membres du Sonderkommando, Shlomo Dragon, son frère et Alter Fajnzylberg, font le guet, Alex, depuis l’intérieur du bâtiment, fait des photos du bois de bouleaux et des fosses d’incinération. Selon le réalisateur Christophe Cognet, les ombres plus courtes des déportées dans le bois de bouleaux situées au Sud-Est par rapport à la prise de vue, et la lumière du mois d'août, indiquent que les photos 283 et 282 ont été prises entre 10 heures et 11h30. La direction des ombres dans les clichés 280 et 281 des fosses de crémation, pris à l'Ouest-Sud-Ouest par rapport à la prise de vue, et la lumière du mois d'août, indiquent que ces photos ont été prises entre 15 et 16 heures. Tout porte à croire qu'il s'agit d'un même transport photographié avant et après un même gazage.

### Développement
L’appareil est ramené au camp par Fajnzylberg qui le transmet ensuite à Szmulewski. Le bout de pellicule est extrait de l’appareil, ramené au camp central et sorti d’Auschwitz dans un tube de dentifrice où l’a caché Helena Dantón, employée à la cantine SS. Il parvient le 4 septembre 1944 à la résistance polonaise de Cracovie, accompagné d’une note écrite par deux détenus politiques, Józef Cyrankiewicz et Stanisław Kłodziński (de). Cette note décrit le contenu des photos et enjoint d’envoyer les photos à Tell, à savoir Teresa Lasocka-Estreicher, membre de la résistance à Cracovie.  Cette dernière confie le développement des photos à Stanisław Mucha (de) qui prend l’initiative de recadrer les images. Alex enterre l’appareil photo dans le sol du camp, de même qu’Alter Fajnzylberg enterre des restes de Zyklon B dans une boîte en métal et des notes en yiddish sur le nombre de personnes destinées au gazage.

### Publication
Certaines de ces images recadrées sont publiées en 1945 et alors attribuées à David Szmulewski, dans un rapport sur Auschwitz-Birkenau rédigé par juge polonais Jan Sehn.  L’une d’entre elles est exposée à Auschwitz en 1947, et d'autres sont publiées en 1958 à Varsovie dans un livre de Stanislaw Wrzos-Glinka, Tadeusz Mazur et Jerzy Tomaszewski, Cierpienie i walka narodu polskiego. Dans cette édition, certains personnages ont été retouchés pour les rendre plus évidents. En 1960, Wladyslaw Pytlik du mouvement de résistance de Brzeszcze offre un témoignage de ses propres expériences de guerre au musée national d'Auschwitz-Birkenau, et apporte trois exemplaires des photographies recadrées. Ce n’est qu’en 1985, après le décès de Pytlik, que sa femme fait don au musée des photos, et que le musée découvre les versions non recadrées. Les exégètes font valoir que ces recadrages offrent une version biaisée des événements, oblitérant le danger auquel s’exposaient les cinq détenus, ainsi que l’acte de résistance qu’ils accomplissaient, comme le souligne le philosophe Georges Didi-Huberman :

« La masse noire qui entoure la vision des cadavres et des fosses, cette masse où rien n’est visible donne, en réalité, une marque visuelle aussi précieuse que tout le reste de la surface imprimée. Cette masse où rien n’est visible, c’est l’espace de la chambre à gaz : la chambre obscure où il a fallu se retirer pour mettre en lumière le travail du Sonderkommando, dehors, au-dessus des fosses d’incinération. Cette masse noire nous donne donc la situation même, l’espace de possibilité, la condition d’existence des photographies mêmes. Supprimer une « zone d’ombre » (la masse visuelle) au profit d’une lumineuse « information » (l’attestation visible) c’est, de plus, faire comme si Alex avait pu tranquillement prendre des photos à l’air libre. C’est presque insulter le danger qu’il courait et sa ruse de résistant. »

## Attribution des photographies
Pendant longtemps, l’auteur de ces photos n’est pas identifié. Elles sont alors créditées comme anonymes ou, par défaut, attribuées à Dawid Szmulewski, même si ce dernier mentionne un certain Juif grec nommé Alex,. Le récit de ces photos est consigné par Alter Fajnzylberg dans ses écrits où il évoque la figure de ce Juif grec prénommé Alex, dont il a oublié le nom. En mai 1978, Fajnzylberg répond à un courrier du musée national d’Auschwitz-Birkenau  :

« C’est Alex de Grèce, mais je ne me souviens pas de son nom, qui a pris les photographies. Il est mort au cours d’une évasion qu’il avait organisée pendant le transport des cendres des personnes incinérées. Ces cendres étaient déversées régulièrement dans la Sole ou dans la Vistule. Alex a désarmé les deux SS de l’escorte et a jeté leurs carabines dans la Vistule. Il est mort pendant la poursuite. Je ne me souviens pas où l’appareil photographique et d’autres documents ont été enterrés parce que c’est Alex qui a effectué ce travail. »

Or, dans ses carnets écrits immédiatement après la guerre, il mentionne la tentative d’évasion d’un Juif grec, nommé Aleko Errera. Son véritable nom est en fait Alberto Errera. Sa tentative d’évasion est racontée par plusieurs témoins survivants : Errikos Sevillias, Schlomo Venezia,  Léon Cohen, Marcel Nadjari, le dr. Miklos Nyiszli, Alter Fajnzylberg, Henryk Mandelbaum, Albert Menasche et Daniel Bennahmias.

## Description
Ces images sont, avec quelques photos de l’Album d'Auschwitz, de rares documents photographiques documentant les chambres à gaz. Elles sont numérotées de 280 à 283 par le musée national Auschwitz-Birkenau. 

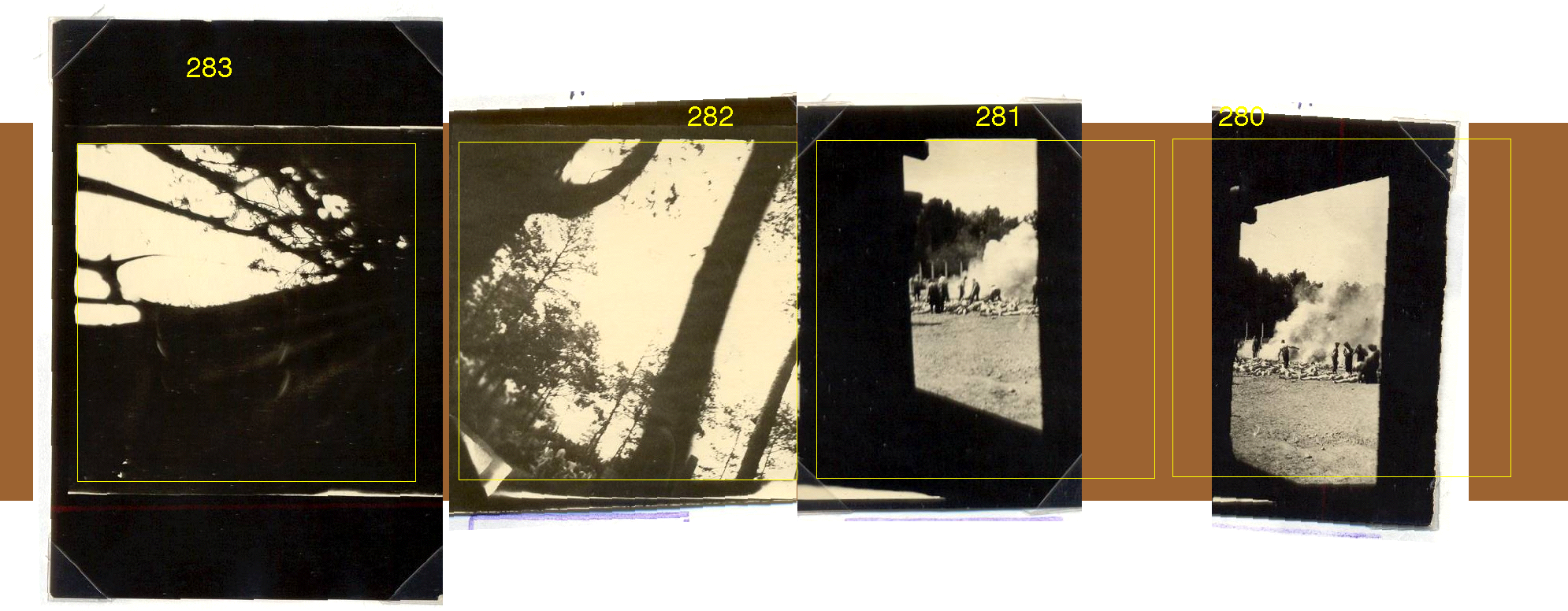
Les quatre photos originales, disposées de gauche à droite selon l'ordre de la prise de vues.

Les photos 280 et 281 montrent la crémation de cadavres dans une fosse d’incinération, vue à travers le cadre noir de la porte de la chambre à gaz. La photo 282 montre des groupes de femmes, dont certaines, nues, se dirigent vraisemblablement vers la chambre à gaz du Krematorium V. On aperçoit en arrière-plan, l'une des cheminées du Krematorium IV. Dans le haut du cliché 283, on ne voit que la cime des bouleaux en silhouette et le bas de l’image est bouché par le contre-jour. Dans le cliché 281, on aperçoit, à gauche, un fragment du cliché 282, ce qui signifie que l'ordre dans lequel ont été prises les images contredit la numérotation du Musée d'État : les images de déshabillage dans le bois de bouleaux précèdent les images des fosses d'incinération.

## Postérité
En 2001 se tient à l'Hôtel de Sully, à Paris, l'exposition Photographies des camps de concentration et d'extermination nazis.  Les images du Sonderkommando, « quatre bouts de pellicule arrachés à l'enfer », donnent alors lieu à une controverse, sur la question de la représentation de la Shoah, entre Claude Lanzmann et Georges Didi-Huberman,.
Le film Le Fils de Saul , réalisé en 2015, fait allusion aux photographies du Sonderkommando.
Plusieurs photographies du Sonderkommando sont analysées par Christophe Cognet, en 2021, dans son documentaire À pas aveugles.
Ces photographies ont inspiré au célèbre peintre allemand Gerhard Richter son cycle Birkenau.